# Glyphoglossus minutus
Glyphoglossus minutus é uma espécie de anfíbio anuro da família Microhylidae. É endémica da Malásia. A UICN classificou-a como deficiente de dados.
Os seus habitats naturais são: florestas subtropicais ou tropicais húmidas de baixa altitude e marismas intermitentes de água doce.